# Dasyurini
I Dasyurini Goldfuss, 1820 sono una tribù dei Dasiurini.

## Classificazione
- Tribù Dasyurini
  - Genere Dasycercus
    - mulgara dalla coda a spazzola, Dasycercus blythi
    - mulgara dalla coda crestata, Dasycercus cristicauda

  - Genere Dasykaluta
    - kaluta rosso minore, Dasykaluta rosamondae

  - Genere Dasyuroides
    - kowari, Dasyuroides byrnei

  - Genere Dasyurus
    - quoll della Nuova Guinea, Dasyurus albopunctatus
    - quoll occidentale, Dasyurus geoffroii
    - quoll settentrionale, Dasyurus hallucatus
    - quoll tigrato, Dasyurus maculatus
    - quoll bronzeo, Dasyurus spartacus
    - quoll orientale, Dasyurus viverrinus

  - Genere Myoictis
    - Myoictis leucura
    - dasiuro dalle tre strisce, Myoictis melas
    - dasiuro di Wallace, Myoictis wallacii
    - Myoictis wavicus

  - Genere Neophascogale
    - dasiuro chiazzato, Neophascogale lorentzi

  - Genere Parantechinus
    - dibbler meridionale, Parantechinus apicalis

  - Genere Phascolosorex
    - toporagno marsupiale dal ventre rosso, Phascolosorex doriae
    - toporagno marsupiale dalle strisce sottili, Phascolosorex dorsalis

  - Genere Pseudantechinus
    - dibbler delle arenarie, Pseudantechinus bilarni
    - falso antechino dalla coda grassa, Pseudantechinus macdonnellensis
    - falso antechino di Alexandria, Pseudantechinus mimulus
    - falso antechino di Ningbing, Pseudantechinus ningbing
    - falso antechino di Rory Cooper, Pseudantechinus roryi
    - falso antechino di Woolley, Pseudantechinus woolleyae

  - Genere Sarcophilus
    - diavolo della Tasmania, Sarcophilus harrisii